# Yuya Asano
Yuya Asano (浅野 雄也 Asano Yuya?), född 17 februari 1997 i Mie prefektur, är en japansk fotbollsspelare.
Asano började sin karriär 2019 i Mito HollyHock. 2020 flyttade han till Sanfrecce Hiroshima.